# Eleição municipal de Belém em 1992
A eleição municipal de Belém em 1992 ocorreu entre os dias 3 de outubro e 15 de novembro do mesmo ano. O prefeito Augusto Rezende (PDS) – que assumiu em 1990 em decorrência à renúncia de Sahid Xerfan para concorrer o governo do estado – terminaria seu mandato em 1 de janeiro de 1993. Hélio Gueiros (PFL) foi eleito prefeito de Belém, sendo até então o único prefeito da cidade a ser eleito diretamente pelo primeiro turno.

## Resultado da eleição para prefeito

### Primeiro turno
| Candidatos a prefeito | Candidatos a vice          | Coligação                                        | Votação | Percentual |
| --------------------- | -------------------------- | ------------------------------------------------ | ------- | ---------- |
| Hélio Gueiros PFL     | Aldebaro Klautau PTR       | Coligação Democrática (PFL, PDT, PTR e PRN)      | 225.177 | 51,05%     |
| Cipriano Sabino PDS   | Luiz Afonso Seffer PL      | Coligação Renovadora (PDS e PL)                  | 76.974  | 17,45%     |
| Socorro Gomes PCdoB   | Jorge Xerfan Neto PTB      | Aliança Popular (PCdoB, PSDB, PTB, PPS, PV e PC) | 60.071  | 13,62%     |
| José Carlos Lima PT   | Raimunda Costa Cruz PT     | Chapa pura (PT)                                  | 46.486  | 10,54%     |
| Ademir Andrade PSB    | José Francisco Pereira PSB | Chapa Pura (PSB)                                 | 28.638  | 6,49%      |
| Lopo de Castro PNTB   | Raimundo Nonato Macedo PSC | Movimento pelo Povo (PSC, PNTB e PMR)            | 3.724   | 0,84%      |
| Referências:          |                            |                                                  |         |            |

## Vereadores
Foram eleitos 33 vereadores para a Câmara Municipal de Belém, sendo 26 por quociente político e oito por vagas restantes.
| Candidato                    | Coligação                                          | Votos |
| ---------------------------- | -------------------------------------------------- | ----- |
| Vic Pires Franco - PFL       | Coligação Democrática PFL / PDT / PTR / PRN        | 5.136 |
| Duciomar Costa - PDC         | PMDB/PDC PMDB / PDC                                | 3.678 |
| José Maria Machado - PL      | Coligação Renovadora PDS / PL                      | 3.412 |
| José Nassar Neto - PMDB      | PMDB/PDC PMDB / PDC                                | 3.312 |
| Rocimar Santos - PTR         | Coligação Democrática PFL / PDT / PTR / PRN        | 3.037 |
| Eloy Santos - PDS            | Coligação Renovadora PDS / PL                      | 2.788 |
| Paulo Roberto - PTB          | Aliança Popular PCdoB / PSDB / PTB / PPS / PV / PC | 2.726 |
| Adanauer Goes - PST          | PST                                                | 2.694 |
| Carlos Vinagre - PTB         | Aliança Popular PCdoB / PSDB / PTB / PPS / PV / PC | 2.630 |
| Luiz Otávio - PFL            | Coligação Democrática PFL / PDT / PTR / PRN        | 2.449 |
| José Carlos Araújo - PSB     | PSB                                                | 2.376 |
| Job de Jesus - PDS           | PDS                                                | 2.368 |
| Carlos Augusto - PMDB        | PMDB/PDC PMDB / PDC                                | 2.359 |
| Haroldo Martins - PMDB       | PMDB/PDC PMDB / PDC                                | 2.336 |
| Emanuel O' de Almeida - PMDB | PMDB/PDC PMDB / PDC                                | 2.326 |
| Victor Hugo - PTB            | Aliança Popular PCdoB / PSDB / PTB / PPS / PV / PC | 2.227 |
| Raimundo José - PDT          | Coligação Democrática PFL / PDT / PTR / PRN        | 2.183 |
| José Maria - PDT             | Coligação Democrática PFL / PDT / PTR / PRN        | 2.109 |
| Ana Júlia Carepa - PT        | PT                                                 | 2.098 |
| Orivaldo Ferreira - PL       | Coligação Renovadora PDS / PL                      | 2.065 |
| Antonio Carlos - PTB         | Aliança Popular PCdoB / PSDB / PTB / PPS / PV / PC | 2.029 |
| Augusto César - PTB          | Aliança Popular PCdoB / PSDB / PTB / PPS / PV / PC | 1.928 |
| Expedito Augusto - PST       | PST                                                | 1.763 |
| Raimundo Luiz - PT           | PT                                                 | 1.711 |
| Maria Diva - PFL             | Coligação Democrática PFL / PDT / PTR / PRN        | 1.839 |
| Joaquim Passarinho - PDS     | Coligação Renovadora PDS / PL                      | 2.184 |
| Everaldo Siqueira - PDC      | PMDB/PDC PMDB / PDC                                | 2.290 |
| Arnaldo Jordy - PPS          | Aliança Popular PCdoB / PSDB / PTB / PPS / PV / PC | 1.915 |
| Manoel José - PFL            | Coligação Democrática PFL / PDT / PTR / PRN        | 1.793 |
| Nadir Neves - PL             | Coligação Renovadora PDS / PL                      | 1.551 |
| Jader Nilson - PSB           | PSB                                                | 1.419 |
| André Teixeira - PMDB        | PMDB/PDC PMDB / PDC                                | 2.034 |